# Amanda Peet
Amanda Peet és una actriu estatunidenca nascuda l'11 de gener de 1972 a Nova York.

## Biografia
Amanda Peet és filla d'un advocat, Charles Peet, i d'una mare assistent social, Penny. Després d'uns començaments en publicitat per a Skittles, fa els seus primers passos en el cinema el 1995 amb la pel·lícula Animal Room. Deu anys més tard, el 2005, enlluerna la pantalla amb tot el seu encant, al costat del jove Ashton Kutcher, a la pel·lícula de Nigel Cole,  A lot like love.
A partir de 2021 ha debutat com a guionista i directora, amb guions que combinen l'humor i el drama i amb els quals emociona i diverteix alhora. És la creadora y guionista de la sèrie La directora, una comèdia protagonitzada per l'actriu canadenca Sandra Oh.
Amanda està casada amb l'actor/autor David Benioff (el 30 de setembre del 2006 a Nova York). El 21 de febrer del 2007 a Los Angeles, Amanda Peet va donar a llum una nena anomenada Frances Pen.

## Filmografia
- 1995: Animal Room
- 1996: She's the One
- 1996: One fine Day
- 1997: Ellen Foster (Telefilm)
- 1997: Touch Me
- 1997: Grind
- 1998: Playing by Heart
- 1999: Simply Irresistible
- 1999: Body Shots
- 1999-2001: Jack & Jill (Sèrie de televisió)
- 2000: Takedown
- 2000: Whipped
- 2000: Isn't she Great
- 2000: Falses aparences
- 2001: Tres idiotes i una bruixa (Saving Silverman)
- 2002: Igby Goes Down
- 2002: High Crimes
- 2002: Changing Lanes
- 2003: Quan menys t'ho esperes (Something's Gotta Give)
- 2003: Whatever We Do
- 2003: Identity
- 2004: Més falses aparences (The Whole Ten Yards)
- 2005: Melinda i Melinda
- 2005: A Lot Like Love
- 2005: Syriana
- 2005: The Martian Child
- 2006: Griffin and Phoenix
- 2006: Fast Track
- 2006-2007: Studio 60 on the Sunset Strip (Sèrie de televisió)
- 2007: Martian Child
- 2008: $5 a Day
- 2008: What Doesn't Kill You
- 2009: 2012
- 2010: Please Give
- 2010: Gulliver's Travels
- 2011: Bent (Sèrie de Televisió)
- 2013: Identity Thief
- 2012 - 2013: The Good Wife (Sèrie de Televisió)
- 2013: Trust Me
- 2015 - 2016: Togetherness (Sèrie de televisió)
- 2015: Sleeping with Other People